# سیارک ۲۷۱۰۶
سیارک ۲۷۱۰۶ (به انگلیسی: 27106 Jongoldman، نامگذاری:1998VV29)۲۷۱۰۶مین سیارک کشف شده‌است که در ۱۰ نوامبر ۱۹۹۸ کشف شد.